# Майк Ніколс

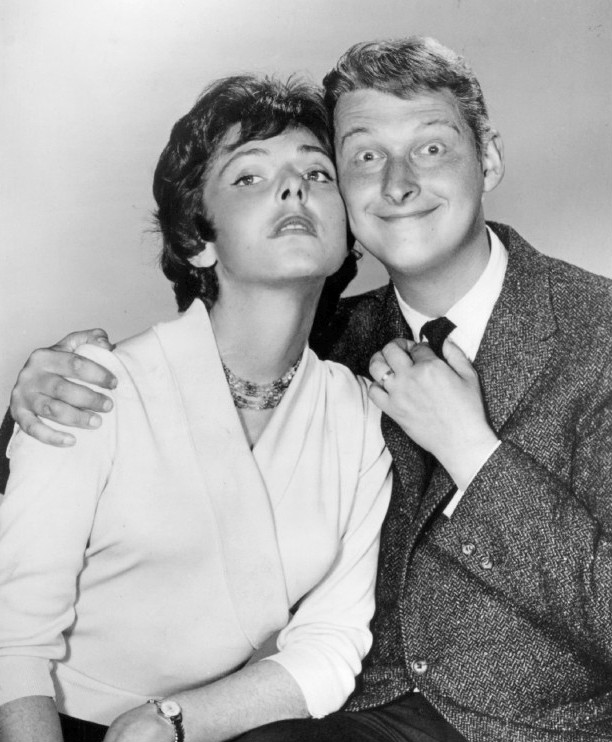
Elaine May, Mike Nichols (1960)

Майк Ніколс (справжнє ім'я — Михайло Ігорович Пєшковський; 6 листопада 1931 — 19 листопада 2014) — американський режисер театру і кіно, письменник і продюсер. Один з небагатьох володарів всіх головних нагород американської індустрії розваг: «Оскар», «Золотий глобус», «Греммі», «Еммі» та «Тоні».

## Біографія

### Ранні роки
Народився 6 листопада 1931 року в Берліні в родині німецької єврейки Бригіти Ландауера і єврея з Росії, лікаря Ігоря Миколайовича Пєшковського. Дідусем по материнській лінії був відомий філософ-анархіст Густав Ландауер, бабусею — поетеса і перекладачка Гедвіга Лахман. У 1939 році сім'я емігрувала в США з нацистської Німеччини. Після смерті батька сім'я опинилася на межі бідності, і, щоб оплачувати навчання в університеті, Ніколс підробляв нічним сторожем, поштовим службовцем, водієм вантажівки. Навчався в Акторській студії Лі Страсберга (Нью-Йорк), а по поверненню в Чикаго організував імпровізаційну театральну трупу.
Четвертим шлюбом одружений з тележурналісткою Діаною Соєр, що працює на телеканалі ABC.

### Кар'єра
Творчий шлях Майк Ніколс почав як комік і співак з виступів у ресторанах і кабаре. У 1963 році дебютував на Бродвеї як режисер. У 1966 році дебютував в кіно, з екранізацією відомої драми «Хто боїться Вірджинії Вульф?». Головні ролі у фільмі виконали Елізабет Тейлор та Річард Бертон. Наступна картина Ніколса, — «Випускник», — вийшла в 1967 році (у головній ролі — Дастін Гоффман). За «Випускника» Ніколс отримав «Оскар» і «Золотий глобус» за режисуру.

## Фільмографія
- 1966 — Хто боїться Вірджинії Вульф? / Who's Afraid of Virginia Woolf?
- 1967 — Випускник / The Graduate
- 1970 — Пастка-22 / Catch-22
- 1971 — Пізнання плоті / Carnal Knowledge
- 1973 — День дельфіна / The Day Of The Dolphin
- 1975 — Стан / The Fortune
- 1983 — Сілквуд / Silkwood
- 1985 — Ревнощі / Heartburn
- 1988 — Білоксі-Блюз / Biloxi Blues
- 1988 — Ділова дівчина / Working Girl
- 1990 — Листівки з краю безодні / Postcards From The Edge
- 1991 — Що стосується Генрі / Regarding Henry
- 1994 — Вовк / Wolf
- 1996 — Клітка для пташок / The Birdcage
- 1998 — Основні кольори / Primary Colors
- 2000 — З якої ти планети? / What Planet Are You From?
- 2001 — Епілог / Wit
- 2003 — Ангели в Америці / Angels in America
- 2004 — Близькість / Closer
- 2007 — Війна Чарлі Вілсона / Charlie Wilson's War